# 프랑시스 르마르크

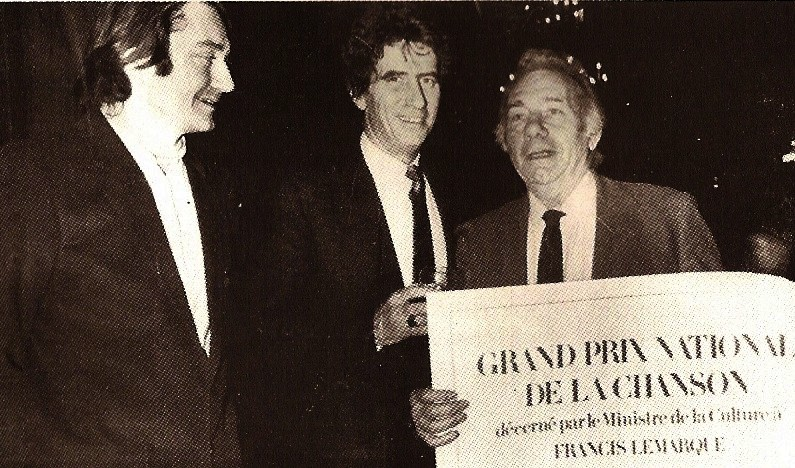
1982년 모습

프랑시스 르마르크(Francis Lemarque, 1917년 11월 25일 ~ 2002년 4월 20일)는 프랑스의 가수이다. 12세 때 인쇄공장의 견습을 시초로, 여러 직업을 전전한 뒤 형과 듀엣을 만들어 '르마르크 형제'의 이름으로 데뷔하였다. 제2차대전 이후는 이브 몽탕에게 많은 작품을 제공하였다. 르마르크 자신도 솔로 가수로서 활약하여, 1956년에는 자기가 작곡한 <개구리>로 ACC 디스크 대상을 받았다.